# Lois Andrews
Lois Andrews, nata Lorraine Gourley (Huntington Park, 24 marzo 1925 – Encino, 5 aprile 1968), è stata un'attrice statunitense.

## Biografia
Da adolescente, nel 1940 sposò l'attore e cantante George Jessel, dal quale divorziò nel 1943. 
Debuttò come attrice da protagonista nel film Dixie Dugan (1943), basato sul fumetto omonimo.
Dopo un breve matrimonio nel 1945 con l'attore e cantante David Street, nel 1946 sposò l'attore Steve Brodie, da cui divorziò nel 1949. 
Tra il 1950 e il 1951 apparve nei film L'aquila del deserto e Aspettami stasera. Nel 1952 sposò il musicista Ernest Brunner.
Morì a soli 44 anni a causa di un tumore.

## Filmografia
- Dixie Dugan, regia di Otto Brower (1943)
- Roger Touhy, Gangster, regia di Robert Florey (1944)
- Western Heritage, regia di Wallace Grissell (1948)
- Rustlers, regia di Lesley Selander (1949)
- L'aquila del deserto (The Desert Hawk), regia di Frederick de Cordova (1950)
- Aspettami stasera (Meet Me After the Show), regia di Richard Sale (1951)